# Paul Miller (calciatore 1968)
Paul Miller (Woking, 31 gennaio 1968) è un ex calciatore inglese, di ruolo centrocampista.

## Carriera
Nella stagione 1986-1987 gioca con i semiprofessionisti dello Yeovil Town, per poi passare brevemente in prestito ai Bristol Rovers, club di terza divisione, con cui non gioca però nessuna partita di campionato. A fine stagione viene tesserato dal Wimbledon FC, club di prima divisione, che subito lo cede in prestito al Newport County, con cui esordisce tra i professionisti mettendo a segno 2 reti in 6 presenze in quarta divisione; terminato il prestito fa ritorno al Wimbledon con cui nella seconda parte della stagione oltre a vincere la FA Cup gioca 5 partite in prima divisione. Nei 2 anni seguenti gioca invece rispettivamente 18 e 15 partite in prima divisione, trascorrendo poi un periodo in prestito al Bristol City, con cui gioca 3 partite in seconda divisione.
Torna quindi al Wimbledon, con cui gioca per ulteriori 4 stagioni in prima divisione, nelle quali totalizza complessivamente 42 presenze e 3 reti; al termine della stagione 1993-1994 viene ingaggiato nuovamente dai Bristol Rovers, dove rimane per le successive 3 stagioni, nelle quali gioca stabilmente da titolare, per un totale di 105 presenze e 22 reti in terza divisione; passa quindi al Lincoln City, dove rimane per un quadriennio, nel quale mette a segno 11 reti in 114 presenze in partite di campionato (la stagione 1998-1999 in terza divisione, le altre 3 nel club in quarta divisione). Si ritira definitivamente nel 2005, al termine di un quadriennio trascorso nei semiprofessionisti del Lincoln United.

## Palmarès

### Club

#### Competizioni nazionali
- Coppa d'Inghilterra: 1

Wimbledon: 1987-1988